# Mutemuia
Mutemuia (anche Mutemueia) (... – ante 1388/1386 a.C.?) è stata una regina egizia della XVIII dinastia, inizialmente una sposa secondaria, forse concubina, del faraone Thutmose IV, assurta poi a grandi onori quando suo figlio Amenofi III il Magnifico divenne re. Fu quindi nonna di Akhenaton e bisnonna di Tutankhamon.
Il suo nome (mwt-m-wi3) significa "Mut è nella barca divina".

## Biografia

### Ipotesi sulle origini di Mutemuia
Non vi sono notizie sulle sue origini e si è ipotizzato che fosse una principessa di Mitanni, figlia del re Artatama I con il quale Tuthmose IV stabilì un accordo di pace, ma di questa principessa non si conosce il nome. Esistono però degli indizi che sembrano smentire tale identificazione. Cyril Aldred ipotizzò che si trattasse di una sorella del nobile Yuya, padre della futura regina di Amenofi III, la "Grande sposa reale" Tiy. Un ushabti del Metropolitan Museum of Art di New York indica un certo Yey con gli stessi titoli di Yuya. È probabile che Yey fosse padre o nonno di Yuya. In aggiunta, pure Yey risulta insignito del titolo di "Padre del Dio". Il titolo di "Padre del Dio", cioè del faraone, era puramente simbolico e indicava il suocero del sovrano. Secondo Cyril Aldred, la sconosciuta figlia di Yey che sposò un faraone non poté essere che Mutemuia. Se così fosse, Amenofi III e la regina Tiy sarebbero stati cugini di primo grado.
Non sono state individuate menzioni a Mutemuia risalenti al regno del marito Thutmose IV: fu probabilmente messa in ombra dalle due "Grandi spose reali" Nefertari e Iaret. Compare esclusivamente su monumenti del figlio Amenofi III.

### Mito della nascita di Amenofi III
Mutemuia compare, anche con i titoli di Madre del Re, Sposa del Re e Grande Sposa Reale, solo quando il figlio divenne sovrano. Su una parete del Tempio di Luxor, nella stanza detta "Camera della nascita", è rappresentato il mito della nascita divina di Amenofi III: questi, per rafforzare non tanto la propria legittimità al trono, quanto la propria natura divina, fece raffigurare (esattamente come aveva già fatto il faraone-donna Hatshepsut, che in alcuni casi copia, al Tempio funerario di Deir el-Bahari) la ierogamia, cioè il rapporto sessuale tra una divinità e un mortale, della propria madre con il dio supremo Amon, presentatosi alla regina Mutemuia dopo aver assunto l'aspetto del marito Thutmose IV. 
Nel rilievo, il dio Amon, circondato da un profumo intenso, e dopo aver assunto le sembianze di Thutmose IV, appare a Mutemuia e la feconda in presenza delle dee Selkis e Neith, così come recita il testo che circonda le figure, ricco di particolari. Nella rappresentazione, Mutemuia tiene, tra le sue mani, la mano di Amon che con l'altra le porge al volto l'ankh il cui significato è di farle respirare la vita. Entrambi sono seduti uno di fronte all'altra con le ginocchia che si toccano e sono sostenuti dalle dee Selkis e Neith. Altre scene rappresentate illustrano il dio Amon che assiste Khnum al tornio da vasaio mentre crea Amenofi III con il suo ka e il dio Thot che annuncia alla regina il concepimento del figlio. Non manca l'immagine di Mutemuia condotta da Hathor e Khnum nella stanza della nascita, dove dà alla luce il figlio su un enorme letto affollato di geni e divinità.

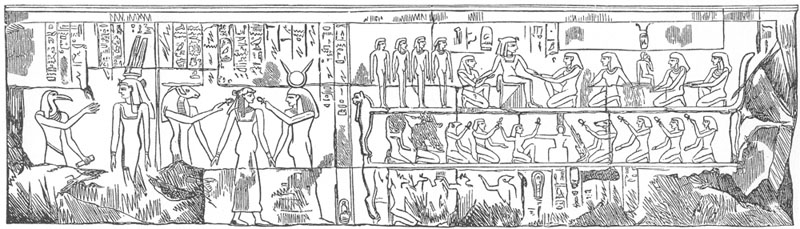
Copia del ciclo iconografico, nel Tempio di Luxor, raffigurante il "mito" della nascita di Amenofi III. Da sinistra: il dio Thot annuncia a Mutemuia il concepimento; Hathor (o Iside) e Khnum conducono Mutemuia nella stanza della nascita; infine, seduta su un enorme letto, assistita da uno stuolo di divinità e geni, Mutemuia partorisce il futuro Amenofi III.

### Ascesa al trono di Amenofi III e ipotesi sulla morte di Mutemuia
Riguardo a un'iscrizione conservata al British Museum, che descrive la madre di Amenofi, Mutemuia:

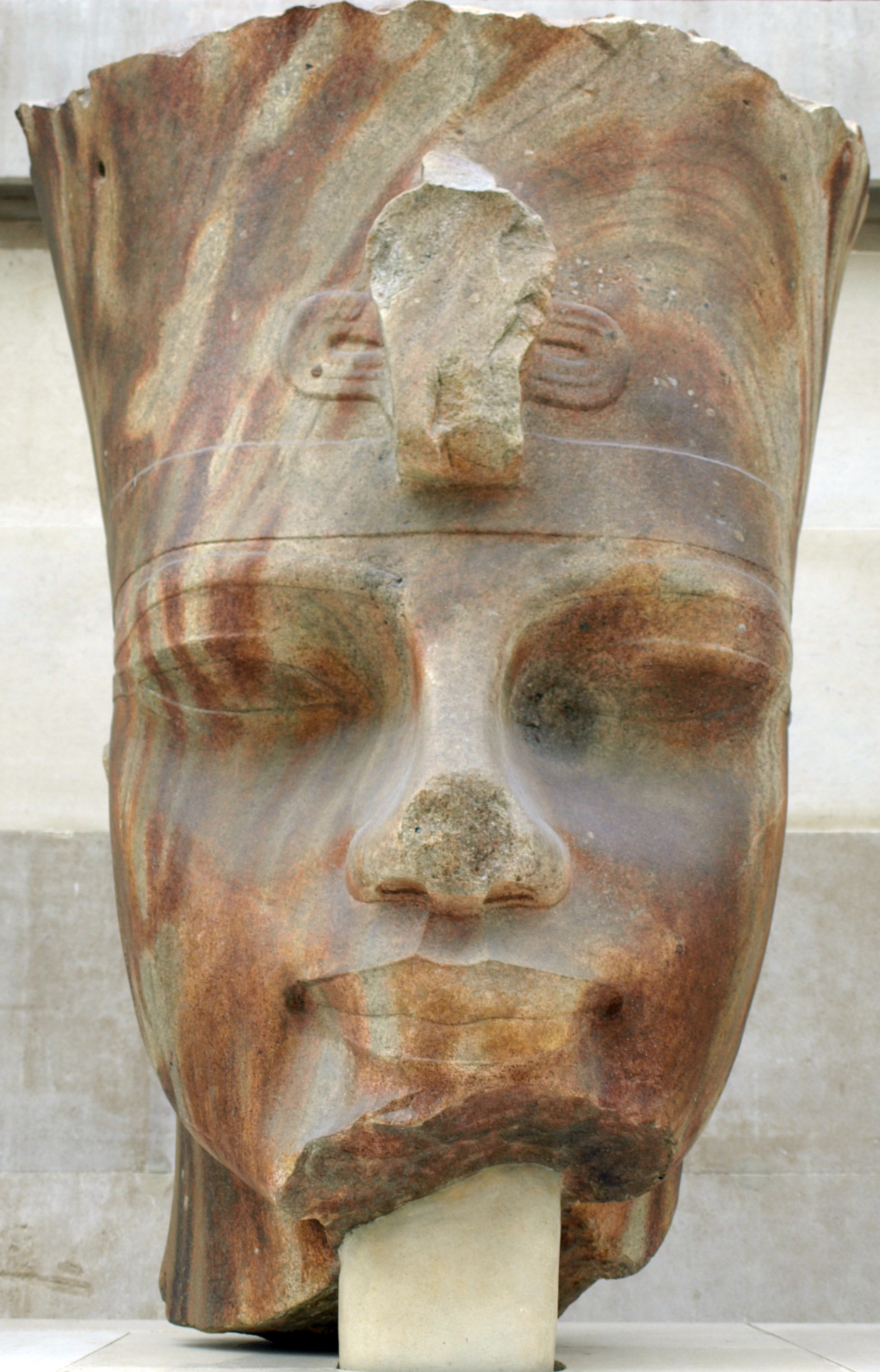
Testa colossale di Amenofi III in quarzite, British Museum, Londra.

l'egittologa inglese Christine el-Mahdy ha osservato che, siccome vi compare come "Madre del Dio" - ossia come colei che ha dato alla luce il principe già incoronato faraone (il "Dio"), sembrerebbe legittimo pensare che il titolo supremo di "Grande sposa reale" le sarebbe stato attribuito verso la fine del regno di Thutmose IV, se non dallo stesso figlio Amenofi III. Non è chiamata Madre del Dio in iscrizioni precedenti (vd. il paragrafo Famiglia). Il titolo di "Grande sposa reale" era il più alto a cui una donna egizia potesse ambire: si può quindi presumere che Mutemuia ne sia stata insignita prima di generare il futuro Amenofi III. Eppure, sorprendentemente, immagini successive di lei con il figlio ne registrato il solo titolo di "Madre del re". Thutmose IV regnò per 8 anni, e perché a Mutemuia spettasse il titolo di "Sposa del re" è necessario, ovviamente, che il concepimento di Amenofi sia avvenuto al tempo dell'incoronazione di Thutmose IV o poco dopo. Collocando, per ipotesi, il concepimento del futuro Amenofi III poco dopo l'incoronazione del padre, e tenendo conto dei 9 mesi di gravidanza, Amenofi III non dovette avere più di 7 anni quando fu incoronato. 

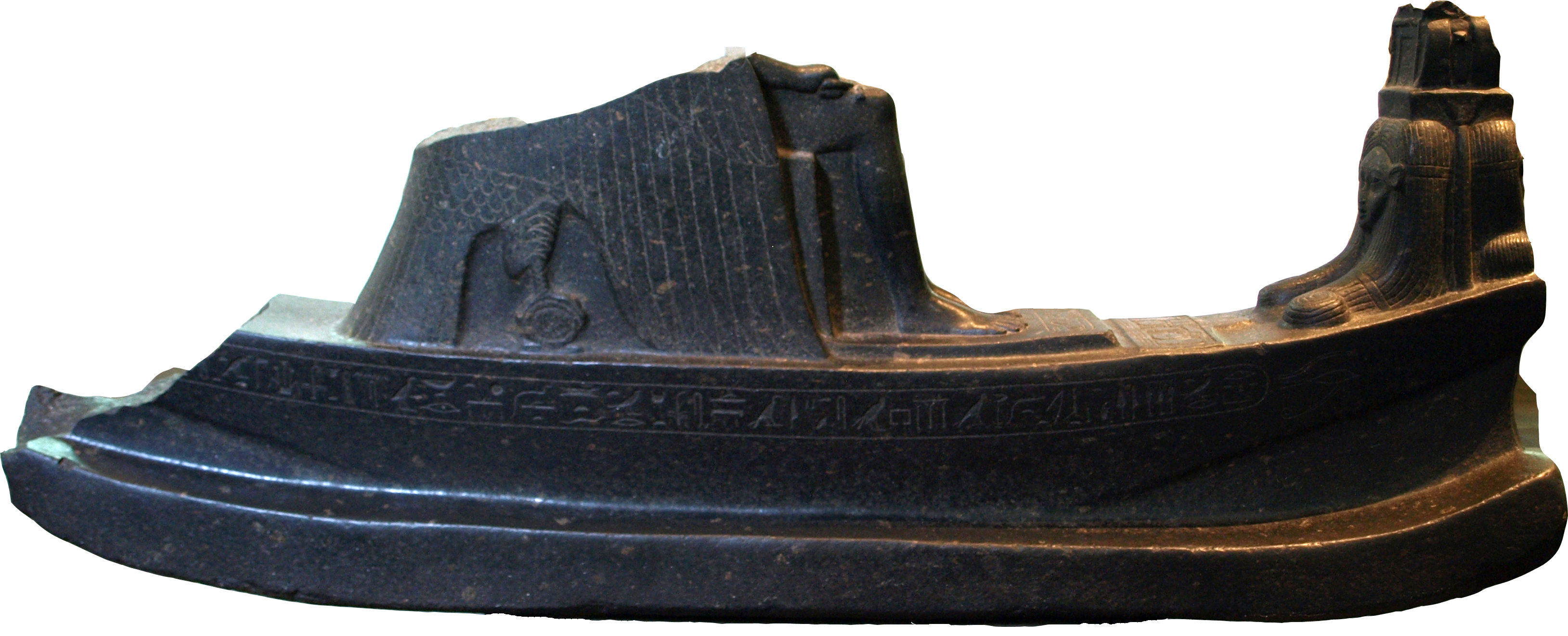
Statua di una barca sacra, in granito, dedicata a Mutemuia, rinvenuta nel Complesso templare di Karnak. British Museum, Londra.

Non si hanno notizie di Mutemuia dopo l'ascesa al trono del piccolo Amenofi, e la data della sua morte è ignota: concludendo il ragionamento sopra riportato, la Dr.ssa el-Mahdy ha ipotizzato che forse morì durante il parto o poco dopo (ma prima dell'incoronazione del figlio). Molti altri studiosi ritengono invece che sia vissuta a lungo durante il regno del figlio, basandosi sulle raffigurazioni della regina nel Tempio funerario di Amenofi III, edificato molti anni dopo l'incoronazione, e sulla menzione di un suo possedimento terriero in una etichetta rinvenuta nel palazzo di Malkata, pure costruito quando Amenofi III regnava già da diverso tempo; in questo caso, avrebbe verosimilmente svolto le funzioni di reggente durante la minore età del figlio.